# کالاگانواتا
کالاگانواتا (به لاتین: Kalaganwatta) یک منطقهٔ مسکونی در سری‌لانکا است که در استان مرکزی (سری‌لانکا) واقع شده‌است.